# Beugny
Beugny település Franciaországban, Pas-de-Calais megyében. Lakosainak száma 353 fő (2022. január 1.). Beugny Morchies, Lebucquière, Vaulx-Vraucourt, Beaumetz-lès-Cambrai, Frémicourt és Haplincourt községekkel határos.

## Népesség
A település népességének változása:
| Lakosok száma | 378  | 383  | 389  | 376  | 367  | 357  | 358  | 359  | 353  |
|               | 2013 | 2015 | 2016 | 2017 | 2018 | 2019 | 2020 | 2021 | 2022 |